# Podolasia stipitata
Podolasia stipitata är en kallaväxtart som beskrevs av Nicholas Edward Brown. Podolasia stipitata ingår i släktet Podolasia och familjen kallaväxter. Inga underarter finns listade.